# Championnat du Maroc féminin de football 2025-2026
Navigation
Édition précédente Édition suivante
La saison 2025-2026 du Championnat du Maroc féminin de football est la vingt-quatrième saison du championnat. L'AS FAR en est le tenant du titre. C'est la sixième édition professionnelle du championnat féminin.
Les clubs de l'Union Touarga et Lionnes Assa-Mahbès sont les promus pour cette saison,.

## Participants
| \| Sahara occidental: · Municipale Laâyoune FUS Rabat Union Touarga Ittihad Tanger Renaissance Berkane Raja Aït Iazza ASFAR Hilal Témara Phoenix Marrakech Wydad AC SC Casablanca Lionnes Assa-Mahbès \| Localisation des clubs engagés dans le championnat. |
| Sahara occidental: · Municipale Laâyoune FUS Rabat Union Touarga Ittihad Tanger Renaissance Berkane Raja Aït Iazza ASFAR Hilal Témara Phoenix Marrakech Wydad AC SC Casablanca Lionnes Assa-Mahbès                                                           |

| Nom du club                  | Ville      | Palmarès                                                                    |
| ---------------------------- | ---------- | --------------------------------------------------------------------------- |
| Hilal Sportif Témara         | Témara     |                                                                             |
| Ittihad Tanger               | Tanger     |                                                                             |
| RS Berkane                   | Berkane    |                                                                             |
| AM Laâyoune                  | Laâyoune   | 4 (2010, 2011, 2012, 2015)                                                  |
| Raja Ait Iazza               | Aït Iaâza  |                                                                             |
| Union Tourga                 | Rabat      |                                                                             |
| Association Sportive des FAR | Rabat      | 12 (2013, 2014, 2016, 2017, 2018, 2019, 2020, 2021, 2022, 2023, 2024, 2025) |
| Phoenix Marrakech            | Marrakech  |                                                                             |
| Fath Union Sport             | Rabat      |                                                                             |
| Lionnes Assa-Mahbès          | Assa       |                                                                             |
| Wydad Athletic Club          | Casablanca | 1 (2007)                                                                    |
| Sporting Club Casablanca     | Casablanca |                                                                             |

## Compétition
Le championnat se dispute en une poule unique dans laquelle chaque équipe affronte toutes les autres à domicile et à l'extérieur. Le vainqueur se qualifie pour le tournoi de qualification de la zone UNAF qualificatif pour la Ligue des champions de la CAF. 
Le 31 juillet 2025 se déroule le tirage au sort et la date du début du championnat est fixée par la LNFF pour le 13 septembre 2025. 

### Classement
Ci-dessous, le classement du championnat. Il s'agit de la première saison en première division pour l'Union Touarga et des Lionnes Assa-Mahbès. Contrairement aux éditions précédentes, la poule est composée de 12 équipes au lieu de 14. Les deux derniers sont relégués. 
| Rang | Équipe                | Pts | J | G | N | P | Bp | Bc | Diff |
| ---- | --------------------- | --- | - | - | - | - | -- | -- | ---- |
| 1    | AS FAR T              | 0   | 0 | 0 | 0 | 0 | 0  | 0  | 0    |
| 2    | Renaissance Berkane   | 0   | 0 | 0 | 0 | 0 | 0  | 0  | 0    |
| 3    | Sporting Casablanca   | 0   | 0 | 0 | 0 | 0 | 0  | 0  | 0    |
| 4    | Fath Union Sport      | 0   | 0 | 0 | 0 | 0 | 0  | 0  | 0    |
| 5    | Municipale Laâyoune   | 0   | 0 | 0 | 0 | 0 | 0  | 0  | 0    |
| 6    | Wydad AC              | 0   | 0 | 0 | 0 | 0 | 0  | 0  | 0    |
| 7    | Hilal Sportif Témara  | 0   | 0 | 0 | 0 | 0 | 0  | 0  | 0    |
| 8    | Ittihad Tanger        | 0   | 0 | 0 | 0 | 0 | 0  | 0  | 0    |
| 9    | Phoenix Marrakech     | 0   | 0 | 0 | 0 | 0 | 0  | 0  | 0    |
| 10   | Raja Ait Iazza        | 0   | 0 | 0 | 0 | 0 | 0  | 0  | 0    |
| 11   | Union Touarga P       | 0   | 0 | 0 | 0 | 0 | 0  | 0  | 0    |
| 12   | Lionnes Assa-Mahbès P | 0   | 0 | 0 | 0 | 0 | 0  | 0  | 0    |

| Légende : Qualifications et relégations | Légende : Qualifications et relégations                          |
| --------------------------------------- | ---------------------------------------------------------------- |
|                                         | Qualifié pour le tour préliminaire de la Ligue des champions CAF |
|                                         | Relégation en D2                                                 |
|                                         | T : Tenant du titre P : Promu                                    |